# Halowe Mistrzostwa Europy w Lekkoatletyce 1990 – trójskok kobiet
Trójskok kobiet – jedna z konkurencji technicznych rozgrywanych podczas halowych lekkoatletycznych mistrzostw Europy w  hali Kelvin Hall w Glasgow. Rozegrano od razu finał 4 marca 1990. Zwyciężyła reprezentantka Związku Radzieckiego Galina Czistiakowa, która na tych mistrzostwach zdobyła złoty medal również w skoku w dal. Konkurencję te rozegrano po raz pierwszy na halowych mistrzostwach Europy.

## Rezultaty

### Finał
Opracowano na podstawie materiału źródłowego.
| Miejsce | Zawodniczka        | Wynik | Uwagi |
| ------- | ------------------ | ----- | ----- |
| 1       | Galina Czistiakowa | 14,14 |       |
| 2       | Helga Radtke       | 13,63 |       |
| 3       | Ana Oliveira       | 13,44 |       |
| 4       | Monika Špičková    | 12,67 |       |
| 5       | Carmen Murga       | 12,57 |       |
| 6       | Evette Finikin     | 12,43 |       |
| 7       | Michelle Griffith  | 12,39 |       |
| 8       | Alison Forbes      | 11,51 |       |